# As Time Goes By
„As Time Goes By“ je píseň z roku 1931, napsaná Hermanem Hupfeldem pro broadwayský muzikál Everybody's Welcome. Proslavena byla v roce 1942 americkým oscarovým snímkem Casablanca, kde zazněla v podání Dooleyho Wilsona. Od té doby se objevila v repertoáru desítek zpěváků, mezi něž patří například Billie Holiday, Bing Crosby, Frank Sinatra, Louis Armstrong, Johnny Nash, Rod Stewart, Barry White, Barbra Streisand, Jimmy Durante nebo Bob Dylan. V roce 2004 ji American Film Institute zařadil na 2. místo ve svém seznamu 100 nejslavnějších písní amerického filmu (AFI's 100 Years...100 Songs). S českým textem Eduarda Pergnera pod názvem Tak půjdem spát ji v roce 1993 na album Jen pár večerů nazpívala zpěvačka Jitka Zelenková.